# Isaac Oliver
Isaac Oliver (Rouen, 1562 — Londres, 1617) va ser un pintor miniaturista anglès d'origen francès.
Va ser pintor dels reis Elisabet I i Jaume I d'Anglaterra. El seu estil de tipus detallista va ser molt apreciat, especialment en les miniatures de retrats al Victoria and Albert Museum de Londres i en els paisatges. El seu fill Peter Oliver va imitar-ne en gran part l'estil.